# Cupa României 1964/65
Der Cupa României in der Saison 1964/65 war das 27. Turnier um den rumänischen Fußballpokal. Sieger wurde Știința Cluj, das sich im Finale am 11. Juli 1965 gegen Dinamo Pitești durchsetzen konnte. Dadurch qualifizierte sich Știința für den Europapokal der Pokalsieger. Titelverteidiger Dinamo Bukarest war im Halbfinale gegen Dinamo Pitești ausgeschieden.

## Modus
Die Klubs der Divizia A stiegen erst in der Runde der letzten 32 Mannschaften ein und mussten zunächst auswärts antreten. Ab dem Achtelfinale fanden alle Spiele – abgesehen vom Finale, das traditionell in Bukarest ausgetragen wurde – auf neutralem Platz statt. Es wurde jeweils nur eine Partie ausgetragen. Stand diese nach 90 Minuten unentschieden, folgte eine Verlängerung von 30 Minuten. Falls danach noch immer keine Entscheidung gefallen war, fand am folgenden Tag am selben Ort ein Wiederholungsspiel statt. Endete auch dieses mit einem Unentschieden, kam die Mannschaft mit dem niedrigeren Durchschnittsalter in die nächste Runde. Im Sechzehntelfinale kam im Falle eines Unentschiedens nach Verlängerung die auswärts spielende Mannschaft eine Runde weiter.

## Sechzehntelfinale
| Datum        |                      | Ergebnis             |                       |
| ------------ | -------------------- | -------------------- | --------------------- |
| 6. März 1965 | Textila Buhuși       | 0:1 (0:1)            | Dinamo Pitești        |
|              | Recolta Carei        | 0:1 (0:0)            | Farul Constanța       |
|              | Clujeana Cluj        | 0:1 n. V.            | AS Armata Târgu Mureș |
|              | AS Cugir             | 0:1 (0:1)            | UTA Arad              |
|              | Știința Galați       | 0:3 (0:2)            | Dinamo Bukarest       |
|              | Victoria Giurgiu     | 0:1 (0:0)            | Minerul Baia Mare     |
|              | Minerul Lupeni       | 3:0 (3:0)            | Crișul Oradea         |
|              | Marina Mangalia      | 0:0 n. V.            | CSMS Iași             |
|              | Olimpia Oradea       | 0:1 (0:1)            | Progresul Bukarest    |
|              | Metalul Pitești      | 1:2 (1:1)            | Petrolul Ploiești     |
|              | Metalul Rădăuți      | 0:5 (0:4)            | Steagul Roșu Brașov   |
|              | CSM Reșița           | 1:2 (1:1)            | Știința Cluj          |
|              | CFR Roșiori          | 1:0 (0:0)            | Flacăra Moreni        |
|              | Metalul Târgoviște   | 2:1 n. V. (1:1, 1:0) | Știința Craiova       |
|              | Arieșul Turda        | 1:8 (1:2)            | Steaua Bukarest       |
| 8. März 1965 | Siderurgistul Galați | 0:3 (0:1)            | Rapid Bukarest        |

## Achtelfinale
| Datum         |                       | Ergebnis  |                     | Ort            |
| ------------- | --------------------- | --------- | ------------------- | -------------- |
| 17. März 1965 | Știința Cluj          | 2:1 (0:0) | Farul Constanța     | Brașov         |
|               | Rapid Bukarest        | 5:0 (3:0) | CFR Roșiori         | Bukarest       |
|               | Dinamo Pitești        | 2:1 (0:0) | Steagul Roșu Brașov | Câmpina        |
|               | AS Armata Târgu Mureș | 3:1 (1:0) | Minerul Baia Mare   | Cluj           |
|               | Dinamo Bukarest       | 1:0 (1:0) | Petrolul Ploiești   | Constanța      |
|               | CSMS Iași             | 2:1 (1:1) | Steaua Bukarest     | Galați         |
|               | Progresul Bukarest    | 2:0 n. V. | Minerul Lupeni      | Râmnicu Vâlcea |
|               | Metalul Târgoviște    | 1:0 (1:0) | UTA Arad            | Sibiu          |

## Viertelfinale
| Datum         |                    | Ergebnis             |                       | Ort        |
| ------------- | ------------------ | -------------------- | --------------------- | ---------- |
| 30. Juni 1965 | Progresul Bukarest | 4:1 (3:0)            | CSMS Iași             | Brăila     |
|               | Dinamo Bukarest    | 5:0 (2:0)            | Metalul Târgoviște    | Bukarest   |
|               | Știința Cluj       | 3:1 (1:1)            | AS Armata Târgu Mureș | Hunedoara  |
|               | Dinamo Pitești     | 1:1 n. V. (1:1, 0:1) | Rapid Bukarest        | Târgoviște |

## Halbfinale
| Datum        |                | Ergebnis             |                    | Ort      |
| ------------ | -------------- | -------------------- | ------------------ | -------- |
| 4. Juli 1965 | Știința Cluj   | 2:2 n. V. (1:1, 0:0) | Progresul Bukarest | Brașov   |
|              | Dinamo Pitești | 1:0 (1:0)            | Dinamo Bukarest    | Ploiești |

## Finale
| Paarung        | Știința Cluj – Dinamo Pitești |
| Ergebnis       | 2:1 (1:0) |
| Datum          | 11. Juli 1965 |
| Stadion        | Stadionul Republicii, Bukarest |
| Zuschauer      | 30.000 |
| Schiedsrichter | Nicolae Mihăilescu (Bukarest) |
| Tore           | 1:0 Remus Câmpeanu (11.) 2:0 Zoltan Ivansuc (55.) 2:1 Mihai Țurcan (65.) |
| Știința Cluj   | Simion Moguț, Paul Marcu, Traian Georgescu, Paul Grăjdeanu, Remus Câmpeanu, Vasile Alexandru, Mircea Neșu, Nicolae Szabo, Zoltan Ivansuc, Mihai Adam, Ioan Suciu Cheftrainer: Andrei Sepci                                                                        |
| Dinamo Pitești | Spiridon Niculescu (17. Constantin Matache), Gheorghe Radu, Mircea Stoenescu, Stelian Ilie, Constantin Badea, Ion Țârcovnicu, Nicolae Dobrin (62. Ștefan Zimer), Constantin Ionescu, Mihai Țurcan, Nicolae Nagy, Constantin David Cheftrainer: Vintilă Mărdărescu |